# Maria Jepsen
Maria Jepsen (nascida em 19 de janeiro de 1945, em Bad Segeberg) é a uma teóloga e bispa emérita luterana alemã. Foi a primeira mulher a se tornar bispa luterana no mundo.
Ela foi bispa da diocese de Hamburgo desde 1992 e da diocese de Hamburgo-Lübeck desde 2008 da Igreja do Norte Elbiano, parte da Igreja Evangélica na Alemanha. Em 16 de julho de 2010, Jepsen renunciou devido a alegações de que não agiu corretamente em 1999, após receber informações sobre um caso de abuso ocorrido em sua diocese.

## Biografia
Maria é filha de um casal de dentistas de Bad Segeberg. Após obter o Abitur em 1964 em Bad Segeberg, Jepsen estudou Teologia na Universidade de Tubinga, na Universidade de Quiel e na Universidade de Marburgo.
Ela concluiu seus estudos universitários com o Primeiro Exame Teológico em Quiel em 1970 e começou a servir na paróquia de Lemsahl-Mellingstedt, nos arredores de Hamburgo. Nessa época, casou-se com o padre Peter Jepsen. Em 1972, foi aprovada no Segundo Exame Teológico em Quiel.
Em 1972, ela e o marido se mudaram para Meldorf (Dithmarschen) como pároca e, em 1977, ela se mudou para Leck, onde permaneceu até 1990. Jepsen tornou-se reitora do distrito eclesiástico de Hamburgo-Harburg em 1991.

## Episcopado
Em 4 de abril de 1992, o Sínodo da Igreja Evangélica Luterana do Norte Elbiano a elegeu bispa para a diocese de Hamburgo. Ela se tornou a primeira bispa luterana do mundo. Antes de sua candidatura, mulheres foram vencidas em duas eleições: em Schleswig (1990) e Lübeck (1991). Após a eleição, Jepsen declarou:
"Vejo minha eleição como um incentivo para que todas as mulheres e homens rompam com as estruturas patriarcais e tornem a Igreja mais aberta como um todo."
Jepsen sucedeu Peter Krusche ao ser empossada em 30 de agosto do mesmo ano. Em abril de 2002, foi confirmada sem oposição em seu cargo por mais dez anos.
Enquanto bispa, Maria Jepsen foi membro do Sínodo da EKD e do Comitê de Diaconia, Missão e Ecumenismo desde 1991, e presidente da Missão Evangélica na Alemanha desde 1992. A partir de 1998, presidiu o conselho de administração da Academia Missionária de Hamburgo e, em julho de 2003, tornou-se membro do Conselho da Federação Luterana Mundial, até 2010. Também foi eleita para o conselho da Missão dos Marinheiros Alemães em 2005.
Atuou como mediadora no processo de fusão da "Igreja do Norte", ou Nordkirche (Elbia do Norte, Mecklemburgo e Pomerânia). Com a reformulação, sua diocese se tornou "Hamburgo e Lübeck" da Igreja do Norte Elbiano.
Maria Jepsen se considera uma teóloga feminista e foi tida como liberal. Durante seu mandato, comprometeu-se com a igualdade de direitos dos homossexuais, o diálogo inter-religioso, o ecumenismo, a luta contra o antissemitismo, os direitos dos migrantes, dos sem-teto, dos viciados em drogas, das prostitutas e das pessoas com HIV/AIDS.

### Renúncia e aposentadoria

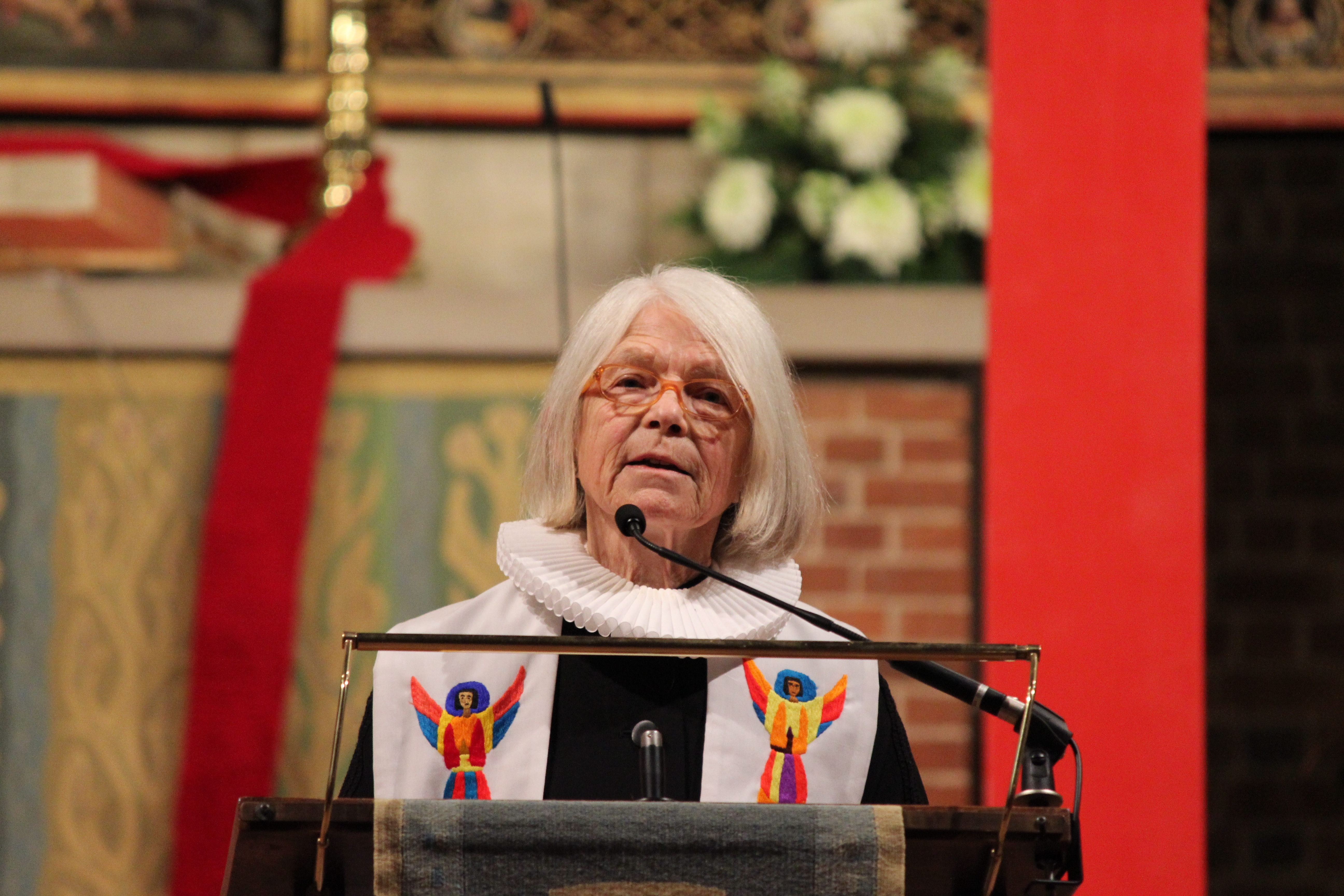
A bispa Maria Jepsen faz o sermão no culto ecumênico do Dia Mundial da AIDS, Hanôver, 2015.

Na primeira metade da década de 1980, um pastor em Ahrensburg abusou sexualmente de jovens. No entanto, isso só veio à tona em março de 2010, quando uma vítima, uma jovem de 16 anos na época, descreveu os eventos em carta a Jepsen. Após receber a carta, a bispa iniciou uma investigação sobre os abusos cometidos pelo pastor, agora aposentado, afirmando que ela própria não tinha conhecimento deles na época.
Contudo, em julho, duas mulheres, incluindo uma reitora aposentada, declararam terem informado verbalmente Jepsen sobre os escândalos do pastor em 1999. A bispa afirmou não se lembrar disso. Também alegou que a reitora diretamente responsável pelas questões disciplinares do pastor na época, não falou com ela sobre abuso, mas apenas sobre os casos extraconjugais do pastor, quando ele foi transferido em 1999, sem que nenhuma acusação criminal fosse movida contra ele ou os casos estivessem sendo investigados dentro da igreja. O pastor em questão continuou trabalhando como capelão regular na Prisão Juvenil de Schleswig até o final de 2000. Ao mesmo tempo, ele permaneceu como professor de educação religiosa em uma escola secundária, sem que a igreja informasse a administração escolar sobre os casos suspeitos.

Maria Jepsen anunciou sua renúncia ao cargo em 16 de julho de 2010. Sua nota afirmava:
"Minha credibilidade está sendo questionada. Portanto, não me sinto capaz de divulgar as boas novas como prometi em minha ordenação e posse episcopal. [...] Espero que os casos de abuso em Ahrensburg e em outros lugares sejam resolvidos rapidamente e que a verdade venha à tona."
Desde setembro de 2010, ela vive com o marido nos arredores de Husum, onde se envolveu no memorial do campo de concentração de Husum-Schwesing, tendo sido sua presidente por vários anos. 

Na primeira grande entrevista após sua renúncia, concedida em novembro de 2010, Jepsen considerou as circunstâncias que levaram à decisão:
"Como bispo, sempre tentei defender os marginalizados e desfavorecidos. Desde o início da década de 1990, tenho apontado os problemas e crimes de abuso sexual e exigido ações consistentes, inclusive dentro da Igreja. Quando fui acusado de mentir na mídia, não vi outra opção a não ser renunciar. Como bispo, como pastor, tive que oferecer às vítimas traumatizadas e suas famílias um sinal de arrependimento e uma admissão de culpa dentro da Igreja. Tratava-se da minha credibilidade e da credibilidade da nossa Igreja como um todo."
O cargo de Jepsen como bispo foi preenchido em um sínodo da Igreja do Norte Elbiano em junho de 2011. Sua sucessora foi Kirsten Fehrs.
Em setembro de 2012, o Ministério Público anunciou que não havia suspeita suficiente de atividade criminosa em conexão com os casos de abuso, encerrando a investigação contra a ex-bispa. Os investigadores também consideram infundadas as alegações contra outras pessoas. Mas a Igreja do Norte exigiu esclarecimentos sobre a investigação, pois somente após os acusados terem sido expostos na mídia por dias, o Ministério Público decidiu que a responsabilidade criminal nem sequer era uma opção. O Bispo Gerhard Ulrich, presidente da Liderança Provisória da Igreja do Norte, disse que isso é "extremamente irritante".

### Legado
Diante das comemorações dos 25 anos da eleição de Jepsen, sua sucessora, a Bispa Kirsten Fehrs, a homenageou como uma corajosa defensora da igualdade de gênero na Igreja:
"Maria Jepsen inspirou, enriqueceu e abriu nossa Igreja de muitas maneiras [...] Isso finalmente deixou claro que as mulheres também podem assumir todos os ministérios na Igreja de Jesus Cristo."
O Bispo Presidente da Igreja Evangélica Luterana Unida da Alemanha (VELKD), Gerhard Ulrich, também enfatizou a importância do acontecimento:
"Com a eleição de Maria Jepsen, pela primeira vez, o que se tornou teologicamente normal para nós, luteranos, foi implementado no direito canônico e na liturgia: a plena participação das mulheres no ministério espiritual e, portanto, também na liderança da Igreja."
Ao parabenizar Jepsen por seu 80º aniversário, a bispa regional Kristina Kühnbaum-Schmidt, da Igreja Evangélica Luterana do Norte da Alemanha (Nordkirche), lembrou seu ministério inspirador e sua ampla abordagem comprometida com os tópicos sociais, afirmando:
"Mesmo aposentada, Maria Jepsen permanece fiel à sua missão de dar forma ao Evangelho — trabalhando por aqueles cujas vozes permanecem silenciadas ou ignoradas".